# إم جي إم ماكاو
ام جي ام ماكاو (美 高 梅 كان المعروف سابقا باسم ام جي ام غراند ماكاو) و هو مكون من 35 طوابق - 600 غرفة منتجع كازينو في ماكاو - الصين و بموجب امتياز من الباطن التي وافقت عليها من قبل الحكومة ماكاو وتعود ملكية المشروع وتشغيله كمشروع مشترك بين 50-50 ام جي ام الدولية للمنتجعات و بانسي هو ابنة ماكاو مشهورة كازينو ستانلي هو وللتنازل الفرعية هو واحد من عدة أمثلة لبناء كازينو جديد بعد انتهاء احتكار الممنوحة من قبل الحكومة التي عقدت على مدى عقود من قبل ستانلي هو.

## التصميم
يحتسب المرحلة الأولى من الطابق كازينو 20,620 مربع ميتري (222,000 قدم مربعة) متر مربع على مستويين والتفاف حول غراندي براكا : مع ألعاب الطاولة وماكينات القمار. [بحاجة لمصدر]
و تشمل الممتلكات مساحة اتفاقية من 1,452 مربع ميتري (15,630 قدم مربعة) بما في ذلك في قاعة الاحتفالات الكبرى من 807 متر مربع لاجتماعات العمل والمناسبات الاجتماعية والأعراس وشريك مع منتجع سكس سينس سبا لديها مساحة من 2720 متر مربع تضم 12 منطقة العلاج.
كما يتميز يم جي يم ماكاو عدد من وسائل مطعم والحانات وصالات وهناك 12 منافذ الطعام والشراب.
و بعد فترة وجيزة أصبحت خطط التوسع وين ماكاو العامة وأعلنت ام جي ام ماكاو الخطط الخاصة بها للتوسع وبعد أسابيع فقط تم إطلاق المشروع للعامة فإن التوسع في إضافة 4,400 مربع ميتري (47,000 قدم مربعة) إلى المستوى الطابق الكازينو الدرجة الثاني ومساحة إضافية يسمح 70 أكثر من طاولة لعبة ومضافة 240 ماكينات القمار.

## التاريخ
افتتح ام جي ام غراند ماكاو في 18 ديسمبر 2007 بتكلفة قدرها 1.25 مليار دولار أمريكي 
تم تغيير اسم الخاصية إلى ام جي ام ماكاو كجزء من ام جي ام ميراغيز 2010 إطلاق العلامة التجارية الجديدة ام جي ام ريزورتس إنترنيشونال .
و في 18 إبريل 2011 تم الإعلان عن طرح عام أولي وبموجب هذه الاتفاقية فإن السيد بانسي هو الحصول على حصة 29 في المئة في الشركة ام جي ام شياينا هولدنغ ليميتد والتي أنشئت باعتبارها القائمة السيارة للاكتتاب العام وسوف ام جي ام ريزورست عقد 51 في المائة ومن الجمهور على 20 في المئة والشركة رفعت الولايات المتحدة 1.5 مليار دولار أمريكي من أسهمها للاكتتاب العام في بورصة هونغ كونغ بسعر أعلى من النطاق.

## رابط خارجي
- الموقع الرسمي

‌